# Neohaematopinus syriacus
Neohaematopinus syriacus är en insektsart som beskrevs av Ferris 1923. Neohaematopinus syriacus ingår i släktet Neohaematopinus och familjen ledlöss. Inga underarter finns listade i Catalogue of Life.